# ウィリアム・ハリソン
ウィリアム・ヘンリー・ハリソン（英語: William Henry Harrison, 1773年2月9日 - 1841年4月4日）は、アメリカ合衆国の軍人、政治家で、第9代アメリカ合衆国大統領である。1811年のティピカヌーの戦いでの勝利で名声を獲得したため、「ティピカヌー」あるいは「オールド・ティピカヌー」の愛称で呼ばれた。
他の多くの初期の大統領と同様に、バージニアのプランテーション所有者だった。当時としては高齢の68歳で大統領に就任したものの、在任期間わずか1か月で死去した。また、アメリカ独立宣言の前に生まれた（つまり生まれながらの合衆国市民でない）最後の大統領であり、初めて国葬された大統領であった。

## 生い立ちと軍歴
1773年2月9日にバージニア州チャールズシティ郡のバークレー・プランテーションで生まれた。ベンジャミン・ハリソンとエリザベス・バセット夫妻の7人の子供の末子で、3番目の息子だった。一家はバークレー・プランテーションでも著名な政治家一家で、父親は大陸会議で独立宣言へ署名を行い、1781年から1784年までバージニア州知事を務めた。兄のカーター・バセット・ハリソンはバージニア州選出下院議員だった。
1787年、ハリソンは14歳でハンプデン＝シドニー・カレッジに入学した。彼は1790年まで同校で学び、ラテン語に精通し、基礎的なフランス語を習得した。学校で宗教復興の動きが起こり、父親は彼を退学させた。その後サウサンプトン郡の学校で短期間学び、そこで奴隷制度反対のクエーカーとメソジストに関わるようになったといわれる。
奴隷制度を支持していた父親は腹を立て、ハリソンをフィラデルフィアに移させた。フィラデルフィアでハリソンはロバート・モリスの家に下宿した（そこで得られる医学的訓練のためだったといわれる）。1790年にペンシルベニア大学に入学、ベンジャミン・ラッシュ博士の下で内科を学んだ。ハリソンが彼の伝記作家に説明したように、彼は勉学を楽しんではいなかった。フィラデルフィアに着いて間もない1791年に父親が学費も残さずに死去したため、ハリソンはモリスの元に置き去りにされた格好になった。
18歳の時、ハリソンは陸軍に入隊しオハイオ州に派遣された。ハリソンは白人の西部侵略に反発するインディアン部族連合軍を撃破。米英戦争でもイギリスとショーニー族の連合軍に勝利し、この活躍で白人社会で一躍国民的英雄となった。

## 政治歴

### 政界進出
その後、ハリソンは政治家に転じた。民主共和党に所属して下院議員（オハイオ州第1選挙区選出）や上院議員（オハイオ州選出）などを務めた後、ホイッグ党に所属して1836年のアメリカ合衆国大統領選挙に出馬したが、この時は民主党のマーティン・ヴァン・ビューレンに敗れた。1840年の大統領選挙で再びホイッグ党から出馬し、現職候補のヴァン・ビューレンを破って当選した。
当時のアメリカ大統領選挙は現在と異なり、候補者が選挙活動をすることを潔しとしない風潮があった。しかしハリソンはこの慣例を破り、派手なパレードや華麗なパーティーを大々的に開き、政治的発言は一切禁じた上で、自身の「戦争の英雄」というイメージを有権者に浸透させることに成功した。

### 大統領
ハリソンが大統領就任宣誓を行なった1841年3月4日は非常に寒く風の強い日だった。ハリソンはコートを着用せず、ほぼ2時間近いアメリカ史上で最長の就任演説を行った。

#### 内閣
| 職名     | 氏名                           | 任期   |
| -------- | ------------------------------ | ------ |
| 大統領   | ウィリアム・ヘンリー・ハリソン | 1841年 |
| 副大統領 | ジョン・タイラー               | 1841年 |
| 国務長官 | ダニエル・ウェブスター         | 1841年 |
| 財務長官 | トマス・ユーイング             | 1841年 |
| 陸軍長官 | ジョン・ベル                   | 1841年 |
| 司法長官 | ジョン・クリッテンデン         | 1841年 |
| 郵政長官 | フランシス・グレンジャー       | 1841年 |
| 海軍長官 | ジョージ・バジャー             | 1841年 |

## 死去
3月26日、ハリソンは風邪を引いて体調を崩し、やがて肺炎を発症して4月4日に死去した。しばしば「ハリソンは就任演説で風邪を引いて死去した」と語られるが、ハリソンが風邪を引いたのは実際には就任演説から3週間以上も後のことであり、風邪を引いた直接の原因を就任演説だとするのは医学的に正しくないとの指摘がある。
在職中に死去した初の大統領であり、わずか32日という在任期間は歴代大統領でも最短記録である（次点はジェームズ・ガーフィールドの199日）。また、68歳という高齢での大統領就任はロナルド・レーガンが第40代大統領に就任するまで、最高齢記録として破られることがなかった（レーガンは69歳349日での就任。以降、第45代ドナルド・トランプが70歳7カ月、第46代ジョー・バイデンが78歳2カ月で就任し、現在は第4位）。
最後の言葉は、その場に不在のジョン・タイラー副大統領に宛てたものと思われるが、「貴方が政府の原則を理解し、実行してもらいたい。望みはそれだけです」というものだった。
ハリソンの死去に伴いタイラーが大統領に昇格した。

## 家族
アンナ夫人との間に10人（6男4女）の子供をもうけた。これは、アメリカ合衆国大統領の子供の数としては、1人の夫人からの間では最多であり、また、就任時10人の子供がいたのも最多である。
孫は48人いる。これは歴代大統領の孫としては最多である。曾孫も106人いる。
アンナ夫人は就任式には間に合わず、後からワシントン入りする予定で荷物をまとめているところに訃報を聞いた。結局一度もファースト・レディとしての活動もせず、国葬にも間に合わなかった。その間の1か月は二男の未亡人ジェーン・アーウィン・ハリソンが代役を務めた。
ウィリアムの息子（三男）ジョン・スコット・ハリソンも1853年から1857年までオハイオ州選出下院議員であった。ウィリアムの孫、ベンジャミン・ハリソンは1889年に第23代大統領に就任した。長子をベンジャミンと命名するのはハリソン家の伝統だった。ウィリアムとベンジャミンは唯一の祖父と孫で大統領に就任した例である。